# Языки Эстонии
Языки Эстонии — языки, распространённые на территории Эстонии. Официальным языком Эстонии является эстонский, относящийся к прибалтийско-финской ветви финно-угорской семьи языков.
По данным переписи населения Эстонии 2021 года, эстонский язык родным назвали 895 493 человека или 67,23 % населения страны, русский — 379 210 (28,47 %), украинский — 12 431 (0,93 %), финский — 4 276 (0,32 %), английский — 3 879 (0,29 %), латышский — 2 510 (0,19 %), немецкий — 1 834 (0,14 %), белорусский — 1 650 (0,12 %), другие языки — 30 541 (2,30 %), не указали родной язык — 8 176 (0,61 %).

## Региональные языки
Эстонский язык разделяется на 2 диалекта — североэстонский и южноэстонский. Последний, в свою очередь, также делится на ряд поддиалектов — выруский диалект, сету, который иногда классифицируется, как говор выруского, а также тартуский и мульгиский диалекты. Из них всех только выруский получил свой собственный код SIL International — fiu или vro. Язык народа сету, представители которого живут на юго-востоке Эстонии, так и в Печорском районе Псковской области России, иногда относят к говорам выруского диалекта, при этом сами сету считают свой язык самостоятельным. Самый западный из южноэстонских диалектов, мульгиский, больше других сблизился с североэстонским наречием и имеет много общих черт особенно с западным диалектом последнего. Распространённый восточнее тартуский диалект также перенял некоторые северные черты и служит связующим звеном между мульгиским и выруским, а также между северноэстонским и выруским.

## Языки меньшинств

### Русский язык

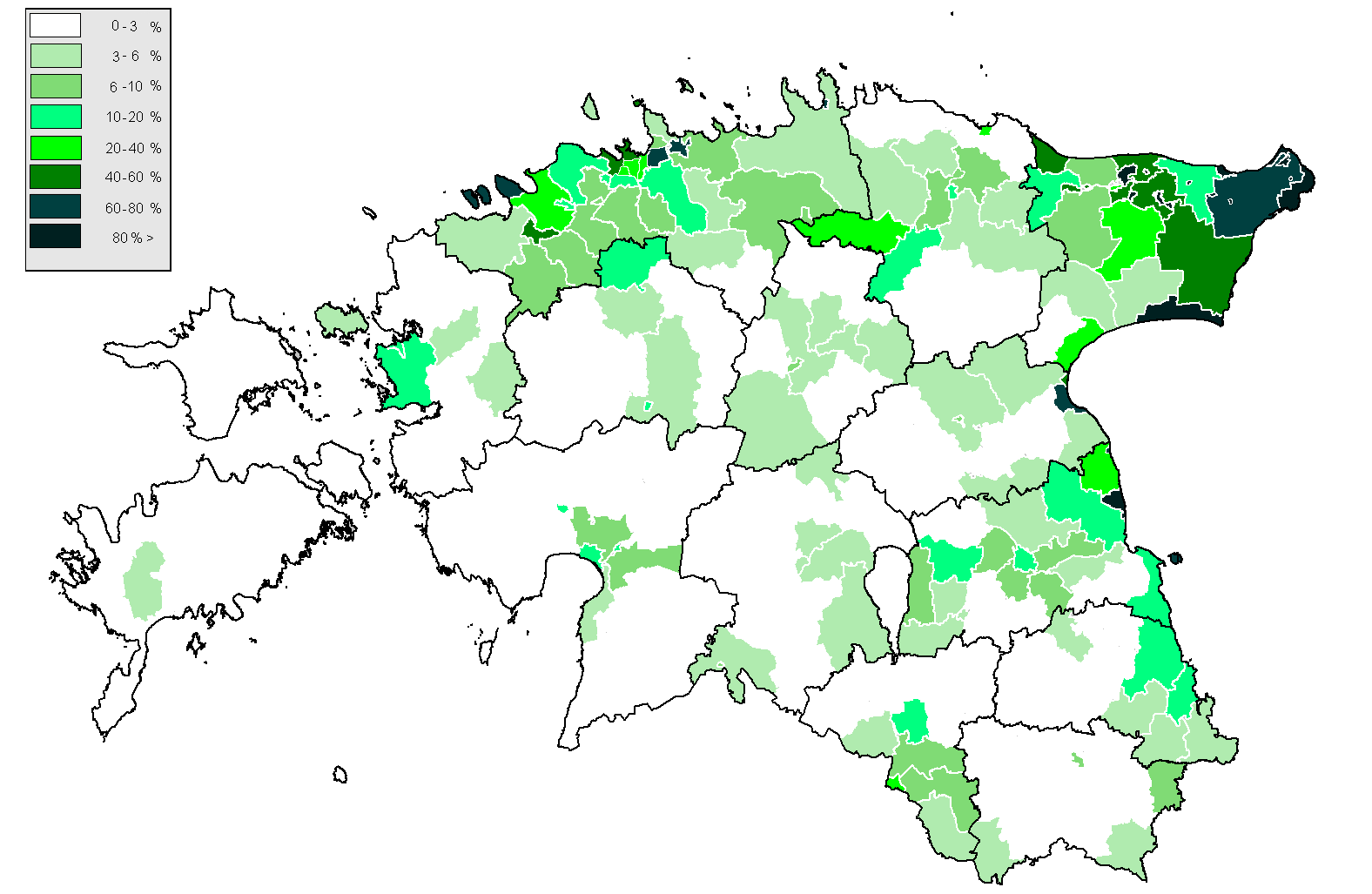
Доля русскоязычных среди всего населения Эстонии
(по данным переписи 2000 года)

Русский язык в Эстонии имеет давнюю историю, которая подразделяется на несколько этапов. В раннем средневековье славяне и их древнерусские наречия проникали в страну с юго-востока, со стороны Пскова, в обход Псковского озера. В 1030 году Ярослав Мудрый построил на месте разрушенной крепости эстов город Юрьев (Тарту). Однако в 1061 году эсты таки отвоевали город[стиль], но смешанное население сохранялось в городе очень долгое время. В начале XIII века город завоевал Ливонский орден и история русского языка в Эстонии на время прекратилась. По итогам Северной войны вся Лифляндия попала под контроль Российской империи. Начала снижаться доля говорящих на шведском и немецких языках, в то время как доля русскоязычного населения росла очень медленно и к началу XX века составила всего 8 % населения. Русские проживали на северо-востоке региона[какого?]. Однако позиции русского языка усиливались — в 1893 году с немецкого на русский перешёл Дерптский (Юрьевский) университет.
После падения Российской империи рухнула был создан ряд новых государств, в том числе Первая Эстонская республика. Конституция Эстонии 1920 года предоставляла возможность получать образование на родном языке, пользоваться родным языком в учреждениях тех самоуправлений, где его носители составляли большинство, право обращаться на русском языке в центральные государственные учреждения. Однако по конституционной реформе 1938 года эти права были урезаны.
С созданием ЭССР русский получил статус официального, причём советская система образования поддерживала в республике две параллельные модели на всех уровнях образования: русскоязычную и эстоноязычную со стопроцентным преподаванием предметов на родном языке в каждой. Обе финансировались государством в одинаковой степени.
В 1991 году согласно новому Закону о языке независимой Эстонской республики русский был лишён статуса официального и стал считаться иностранным языком, однако он до сих пор широко используется в быту, торговле, рекламе, интернете, СМИ, школах и театральных постановках. В 2007 году докладчик ООН по расизму, расовой дискриминации и ксенофобии Дуду Дьен рекомендовал Эстонии сделать русский язык вторым государственным, а в 2010 году комитет ООН по борьбе с расовой дискриминацией призвал Эстонию взвесить возможность предоставления публичных услуг на двух языках — русском и эстонском. Тем не менее данные рекомендации были Эстонией отвергнуты как «неадекватные».

### Немецкий

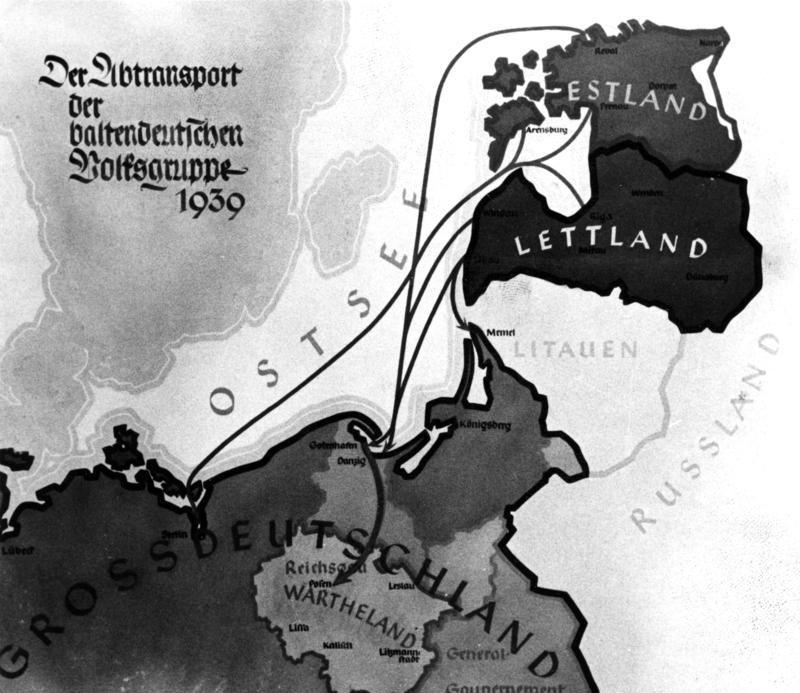
Нацистский план 1939 года по переселению балтийских немцев в Вартеланд с территории Латвии и Эстонии

Балтийские немцы появились в Прибалтике в XII веке, когда туда стали пребывать крестоносцы и начали создавать свои государства. В итоге многие немцы так и остались жить в Прибалтике. Они составляли верхние слои общества — аристократию (дворянство) и большую часть среднего сословия — свободных городских граждан (бюргеров) оказали значительное влияние на культуру и язык. Но после Первой мировой войны немцы начали уезжать из Прибалтики. Немецкое население Прибалтики резко сократилось в результате двух волн эмиграции в Германию: в 1939—1940 годах по соглашению между Германией и Прибалтийскими странами, и в 1940-1941 годах по соглашению СССР и Германии.

### Шведский
X—XI веках в Прибалтике осели викинги, затем шведы, датчане и отчасти немцы. Таким образом уже с этого времени шведы контролировали побережье этого региона. С 1561 по 1721 год Швеция владела уже всей Лифляндией, но в ходе Северной войны эти территории были отторгнуты в сторону Российской империи. Шведы всё ещё сохраняли свои привилегии, однако они начали медленно ассимилироваться с местным населением. По переписи 1934 года в тогда уже независимой Эстонской республике проживал 7641 человек, считавший родным шведский язык (0,7 % от населения страны). После присоединения Прибалтики к СССР шведы начали эмигрировать в США и на свою родину.

## Жестовые языки
С 2007 года Эстонский жестовый язык имеет статус официального. В 1998 году данным языком владело около 4500 глухих и немых. В основном они проживают в Таллине и Пярну. Наравне с ним используется русский жестовый язык, а также пиджин эстонского и русского жестовых языков. Кроме русского на эстонский жестовый язык повлиял финский жестовый язык.